# Bonete (indumentaria)

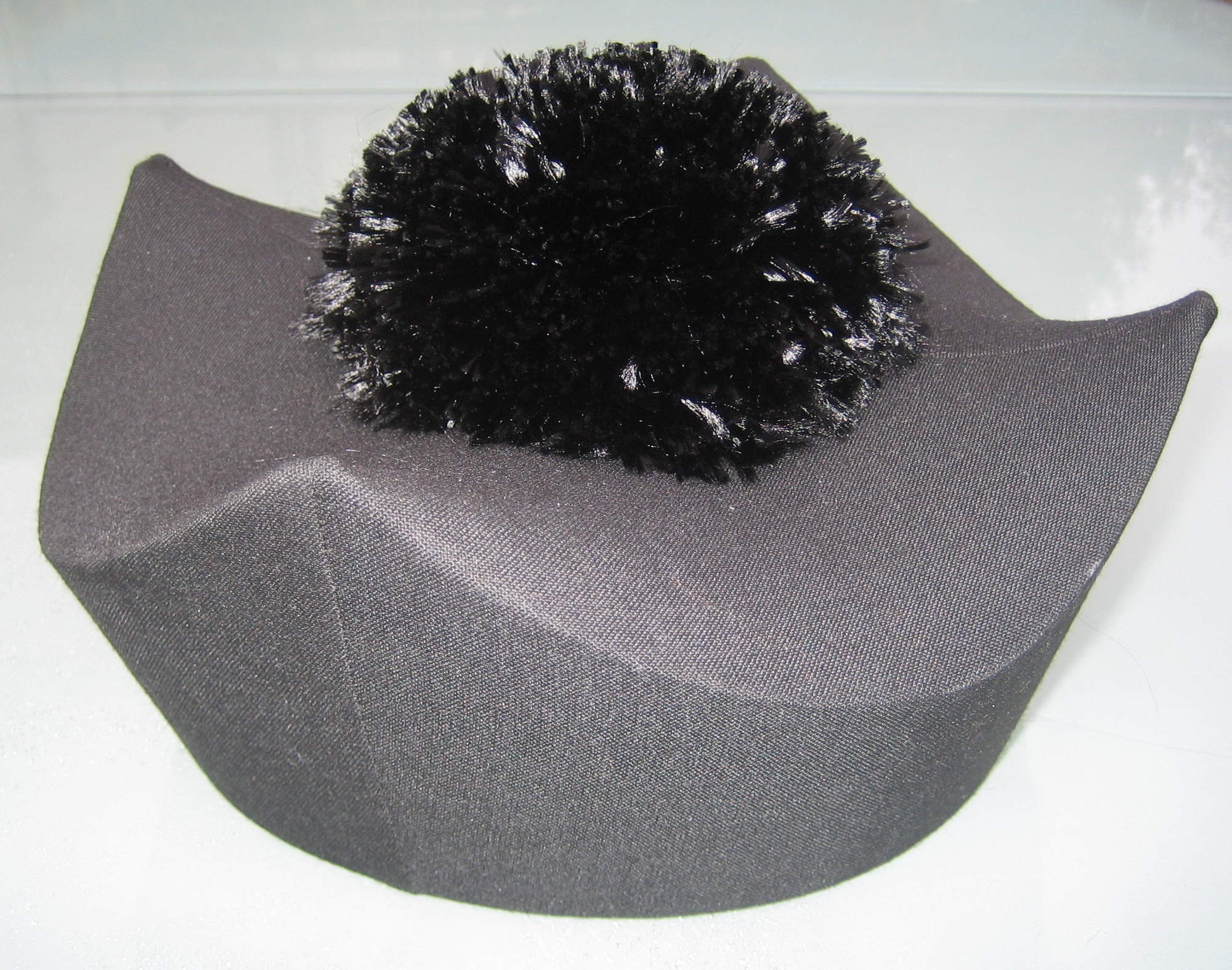
Bonete español - Colección Philippi

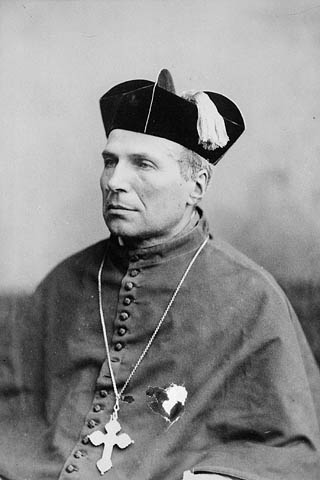
El obispo Jean Francois Jamot con bonete

Se llama bonete a una especie de toca o gorra de seda, raso o terciopelo negro que se ponen en la cabeza los eclesiásticos y antiguamente, los colegiales y graduados. 
Existen diferentes tipos de bonetes. 
- El de los eclesiásticos es de unos cuatro dedos de altura circular y uniforme sobre el cual figuran cuatro picos iguales más o menos salientes de otros tantos espacios, a modo de corona, y normalmente una borla de flecos en su centro. Es la versión española de la birreta eclesiástica.
- El de los colegiales, etc. suele ser cuadrado y esquinado.
- Por último, el de los graduados, mejor llamado birrete, tiene seis lados y picos no salientes con bellota negra o de diferente color distintivo de su facultad.

El bonete eclesiástico español suele ser negro, ya que es usado por el clero que no ha alcanzado ni el episcopado ni el cardenalato. No obstante pueden darse múltiples diferencias en detalles como la borla y el uso de cordoncillo como ribete:
- En términos generales llevan borla negra los presbíteros. Los seminaristas solían usar un bonete sin borla, aunque en ocasiones era adornado con una borla azul.
- Los párrocos suelen usar una borla de color morado, encarnada en algunas diócesis según usos locales.
- Los canónigos españoles suelen llevar la borla de color verde, aunque algunos cabildos la usan roja.
- Los prelados inferiores, monseñores, deanes, vicarios, etcétera, solían usar el bonete con ribeteado de cordoncillo del mismo color que la borla.
- Obispos y cardenales usan sin embargo el modelo tradicional romano de birreta, con tres crestas planas en lugar de picos.

## Expresiones relacionadas
- Bravo bonete o gran bonete; el tonto o idiota.
- Tirarse los bonetes; disputar acaloradamente dos o más personas, incomodarse en alguna cuestión hasta el punto de excederse en palabras o faltarse al respeto, sin duda aludiendo a los tenaces y porfiados ergotistas, especialmente a los teólogos escolásticos.
- Bonete y almete hacen cosas de copete: las armas y las letras dan lustre a las familias, ennoblecen linajes.
- A tente bonete o hasta tente bonete; con exceso, con empeño, con demasía; porfiada y reñidamente.[1]

## Enlaces
- Wikimedia Commons alberga una categoría multimedia sobre Bonete.

- Datos: Q3826697
- Multimedia: Bonete / Q3826697